# Pierre Saliou
Pierre Saliou, né le 22 décembre 1903 à Le Relecq-Kerhuon et mort le 7 avril 1985 à Brest, est un coureur cycliste français, en activité de 1929 à 1935,.

## Palmarès
- 1929
  - 2e de Angers-Nantes-Angers
  - 2e du Grand Prix de la Sarthe
- 1931
  - 2e du championnat de France de cyclisme sur route aspirants
- 1935
  - Grand Prix Pierre Le Doaré